# البعثة المشتركة بين منظمة حظر الأسلحة الكيميائية والأمم المتحدة في سوريا
تم إنشاء البعثة المشتركة بين منظمة حظر الأسلحة الكيميائية والأمم المتحدة في سوريا في 16 أكتوبر 2013 من قبل منظمة حظر الأسلحة الكيميائية والأمم المتحدة للإشراف على تدمير برنامج الأسلحة الكيميائية السوري. واصلت البعثة المشتركة عمل الفريق المتقدم لمنظمة حظر الأسلحة الكيميائية والأمم المتحدة الذي وصل إلى دمشق في 1 أكتوبر 2013.
في 7 أكتوبر 2013، صرح الأمين العام للأمم المتحدة بان كي مون أن البعثة المشتركة سيكون لديها في نهاية المطاف حوالي 100 فرد في سوريا، مع قاعدة دعم في قبرص.  في رسالة إلى مجلس الأمن، حدد بان المراحل الثلاث للبعثة: إنشاء حضور أولي والتحقق من إعلان المخزونات السورية. الإشراف على تدمير الأسلحة الكيميائية؛ والتحقق من تدمير جميع المواد والبرامج المتعلقة بالأسلحة الكيماوية. في 13 أكتوبر / تشرين الأول، أعلن بان أن دبلوماسية الأمم المتحدة المخضرمة سيغريد كاغ ستترأس البعثة المشتركة. 
بحلول 23 يونيو 2014، تم شحن مخزون سوريا المعلن من الأسلحة الكيميائية إلى خارج البلاد أو تدميره. انتهت البعثة المشتركة رسميًا في 30 سبتمبر 2014.  تم إطلاق خليفتها، بعثة تقصي الحقائق التابعة لمنظمة حظر الأسلحة الكيميائية في سوريا، في أبريل 2014.

## خلفية
في 27 سبتمبر 2013، اتخذ المجلس التنفيذي لمنظمة حظر الأسلحة الكيميائية القرار EC-M-33 / DEC.1 بشأن تدمير برنامج الأسلحة الكيميائية السوري.  تمت المصادقة على هذا القرار من خلال اعتماد قرار مجلس الأمن رقم 2118 (2013) بالإجماع في نفس اليوم.
حدد قرار المجلس التنفيذي برنامجًا معجلًا لتحقيق إزالة الأسلحة الكيميائية السورية بحلول منتصف عام 2014. وطالب ببدء عمليات التفتيش في سوريا اعتبارًا من 1 أكتوبر 2013 ودعا إلى تحديد مواعيد نهائية للتدمير من قبل المجلس التنفيذي بحلول 15 نوفمبر.
وقد استند القرار إلى إطار القضاء على الأسلحة الكيميائية السورية، الذي توصلت إليه روسيا والولايات المتحدة في 14 أيلول / سبتمبر، وسهّل طلب سوريا بتطبيق اتفاقية الأسلحة الكيميائية قبل بدء نفاذها في سوريا في 14 أكتوبر. 

## المهمة
تم تشكيل البعثة المشتركة بين منظمة حظر الأسلحة الكيميائية والأمم المتحدة في سوريا رسميًا في 16 أكتوبر 2013.  للإشراف على تدمير برنامج الأسلحة الكيميائية السوري في الوقت المناسب بأكثر الطرق أمانًا. وواصلت عمل الفريق المتقدم لمنظمة حظر الأسلحة الكيميائية والأمم المتحدة الذي وصل إلى دمشق في 1 أكتوبر 2013.
في 23 يونيو 2014، أفادت التقارير أن آخر شحنة من الأسلحة الكيميائية السورية المعلنة تم شحنها خارج البلاد لتدميرها.  ومع ذلك، في 4 سبتمبر 2014، أبلغ رئيس البعثة المشتركة لمجلس الأمن التابع للأمم المتحدة أن 96 ٪ من مخزون سوريا المعلن، بما في ذلك أخطر المواد الكيميائية، قد تم تدميره وأن التحضير جار لتدمير مرافق الإنتاج الـ 12 المتبقية، وهي مهمة ستكملها بعثة تقصي الحقائق التابعة لمنظمة حظر الأسلحة الكيميائية في سوريا. 
انتهت البعثة المشتركة رسميًا في 30 سبتمبر 2014. 

## ما بعد البعثة
استمرت عمليات منظمة حظر الأسلحة الكيميائية في سوريا بعد انتهاء البعثة المشتركة لمنظمة حظر الأسلحة الكيميائية والأمم المتحدة. تم إطلاق بعثة تقصي الحقائق التابعة لمنظمة حظر الأسلحة الكيميائية في سوريا في أبريل 2014.

## روابط خارجية
- opcw.unmissions.org